# Conolophus pallidus
L'iguana terricola di Santa Fé (Conolophus pallidus Heller, 1903) è un rettile della famiglia delle Iguanidae, una delle tre specie appartenenti al genere Conolophus.  È endemica dell'Isola Santa Fé nell'arcipelago delle Galápagos.

## Descrizione

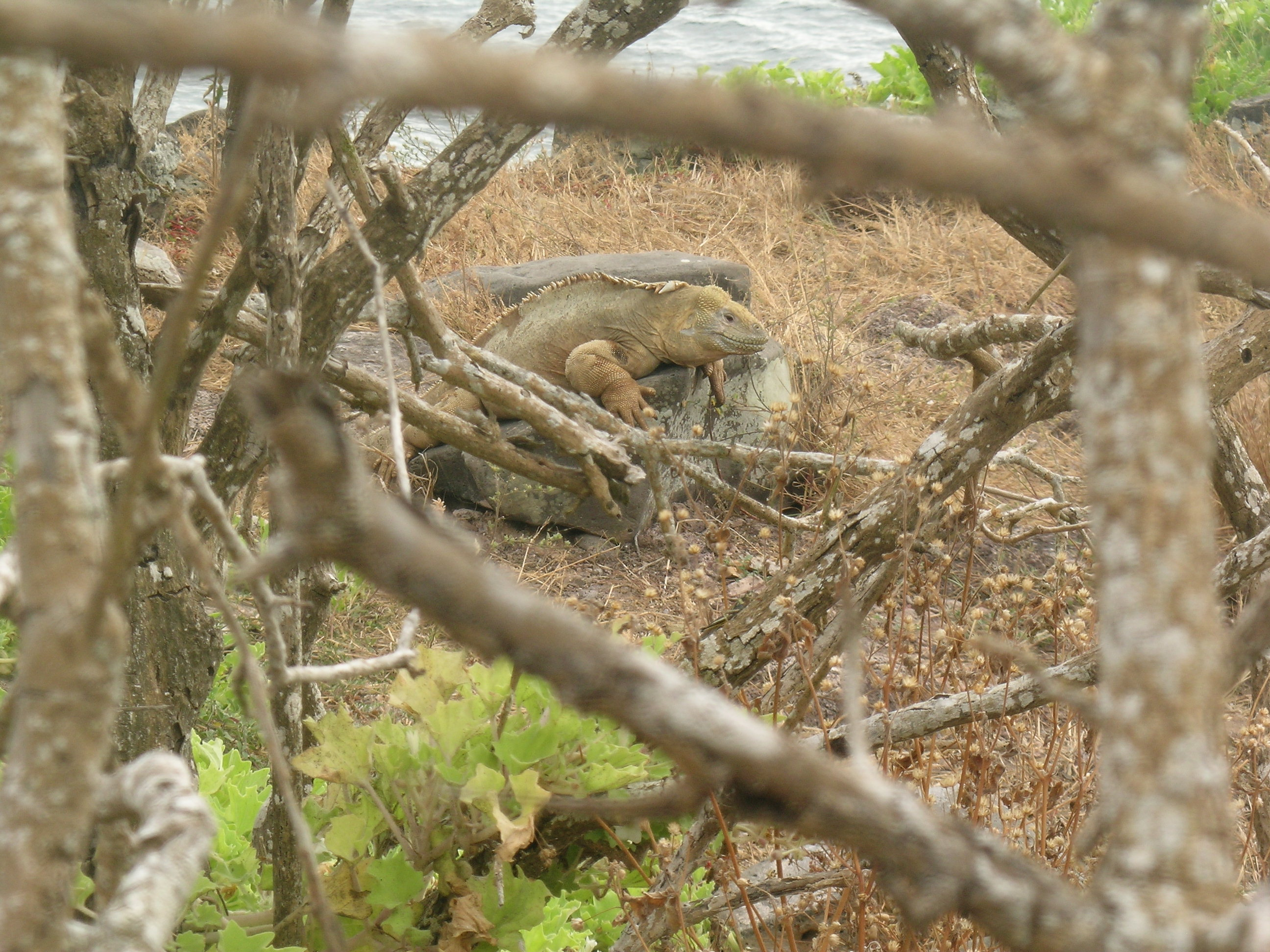

L'iguana di Santa Fé è molto simile all'iguana delle Galapagos, ma presenta una colorazione tendente al verde e spine più pronunciate sul dorso.  Può crescere fino a 90 cm e pesare fino a 8 kg.

## Biologia
Essendo animali a sangue freddo, passano spesso il tempo su una roccia per assorbirne il calore. Hanno una relazione simbiotica con alcune specie di fringuelli dell'isola, che rimuovono dalla pelle dell'iguana parassiti e zecche cibandosene.
Sono animali principalmente erbivori, per quanto a volte possano cibarsi di insetti o altri piccoli invertebrati.  Si procurono acqua mangiando le foglie cadute dai grandi alberi di cactus presenti in quantità sull'isola o, durante la stagione umida, abbeverandosi da effimere pozze d'acqua.

## Tassonomia
Descritta per la prima volta dallo zoologo statunitense Edmund Heller nel 1903, non è chiaro se C. pallidus sia una specie a sé stante, o piuttosto una variante o sottospecie delle altre iguane terricole dell'arcipelago.
Il nome del genere, Conolophus, deriva dalle parole greche κώνος (conos, spinoso) e λοφος (lophos, cresta), e fa riferimento alla cresta lungo la schiena di queste iguane.  Il nome pallidus indica invece la colorazione, più chiara che in C. subcristatus.